# Nydamboot

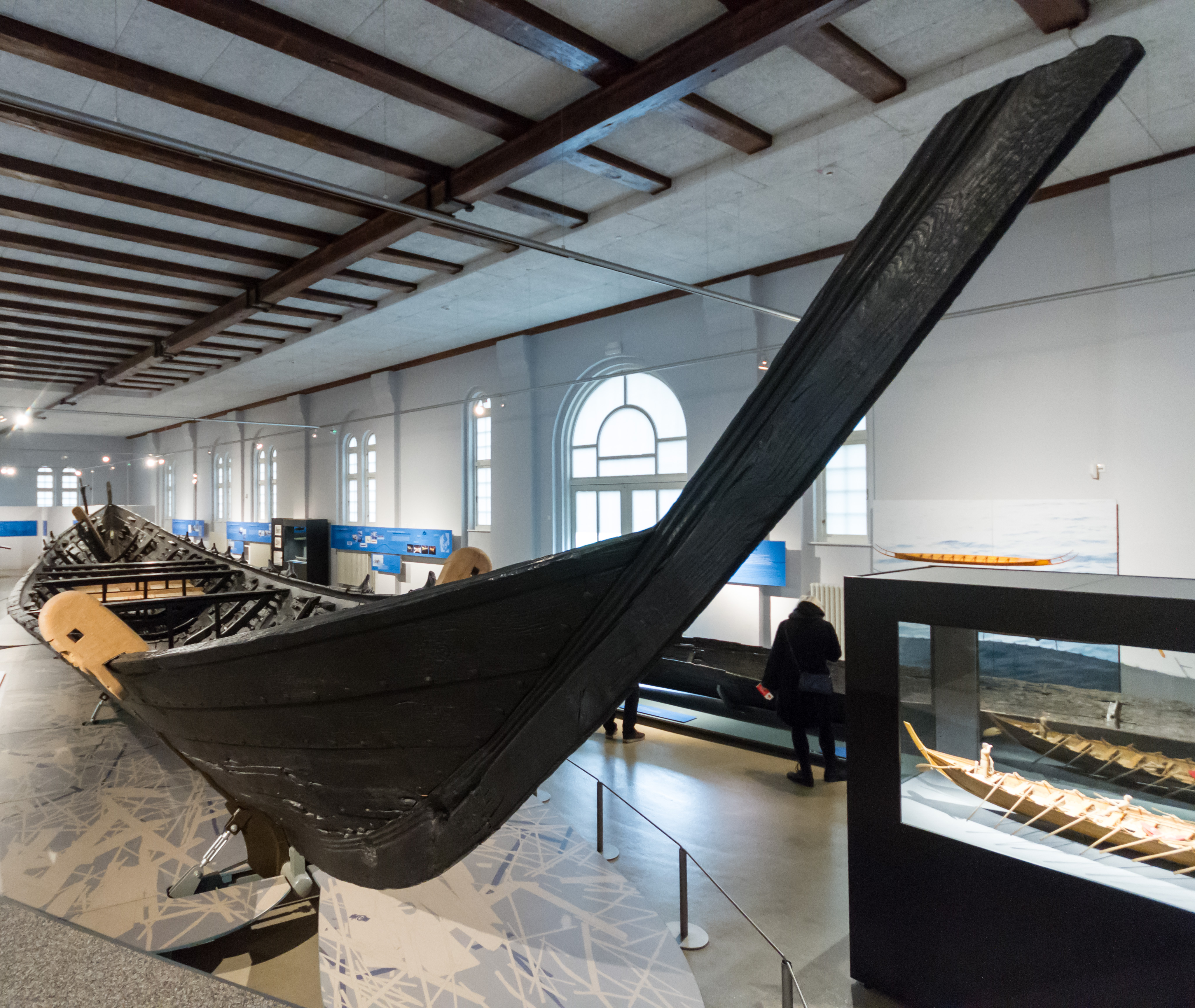
Das Nydamboot in der Nydam-Halle bei Schloss Gottorf

Das Nydamboot oder auch Nydam-Schiff (dänisch: Nydambåden) ist ein Ruderboot, das um 340 n. Chr. im Nydam-Moor (Sønderjylland) geopfert und im Jahre 1863 entdeckt und ausgegraben wurde. Es war ein hochseetaugliches Kriegsfahrzeug, das als schneller Truppentransporter bis zu 45 Mann aufnehmen konnte. Das Nydamboot ist in der Nydam-Halle des Archäologischen Landesmuseums in Schloss Gottorf in Schleswig ausgestellt.
Seit 2013 gibt es in Sottrupskov einen originalgetreuen und funktionstüchtigen Nachbau namens „Nydam Zwei“.

## Das Schiff

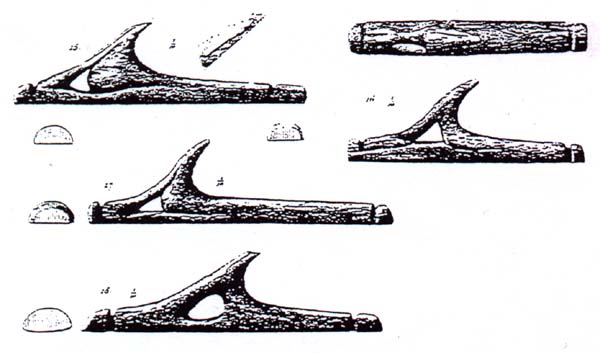
Keipen des Nydambootes

Das Nydamboot hat einen Schiffsrumpf in Klinkerbauweise mit einer ursprünglichen Länge von 22,84 m und einer maximalen Breite von 3,26 m. Die sich überlappenden Planken waren mit eisernen Nieten untereinander verbunden, was dem Rumpf eine große Festigkeit gab. Als Dichtung diente gewebter Wollstoff und eine teerige Masse. Es wurde früher angenommen, dass die Planken einteilig waren und sich über die gesamte Rumpflänge hinzogen. Neuere Untersuchungen zeigen jedoch, dass die meisten Planken aus zwei Teilen zusammengesetzt sind. Diese wurden in einer Stufe überlappend zusammengelascht. Anders als beispielsweise das etwa 670 Jahre ältere Hjortspring-Boot besaß das schlank gebaute Hochseefahrzeug einen echten, nach oben gezogenen Bug, der mit der Bodenplanke verbunden war. Die Eichenspanten waren wie beim Hjortspring-Boot an Zapfen gebunden, die beim Behauen stehengelassen wurden. Diese sogenannten Klampen dienten zugleich als Auflage für die Duchten (Ruderbänke).
Das Schiff hatte keine Segelvorrichtung und war alleine für den Antrieb mit Riemen eingerichtet, bei dem die Ruderer mit dem Rücken in Fahrtrichtung saßen. Als Ruderdollen dienten zugerichtete und auf das Dollbord geschnürte Astgabeln, sogenannte Keipen, die unterschiedlich geschmückt waren.
1997 wurden zwei 1,3 Meter lange Holzpfosten mit etwa 40 cm hohen, geschnitzten Köpfen gefunden. Diese lagen nahe der Fundstelle des Stevens des Nydamboots, daher wird vermutet, dass sie dort auch befestigt waren. Über ihre Funktion gibt es ebenso nur Vermutungen, so etwa, dass die über das Dollbord hinausragenden Kopfstücke als Klampen zum Festmachen des Schiffs dienten.
Die Besatzung des Boots bestand aus 45 Mann, davon 36 Ruderer an den Riemen.
Das Fälldatum der Bauhölzer des Nydamboots konnte dendrochronologisch in den Zeitraum zwischen 310 und 320 n. Chr. datiert werden. Es ist wahrscheinlich, dass das Schiff zwischen 340 und 350 in dem damaligen Opfersee versenkt wurde. Die Herkunft des Holzes deutet auf einen Bauort in Dänemark, Schleswig-Holstein oder Schonen hin.
Das Halsnøy-Boot wurde 1896 auf der Insel Halsnøya im Fylke Vestland in Norwegen gefunden. Es stammt aus der gleichen Zeit und ist ähnlich gebaut.

## Der Fund

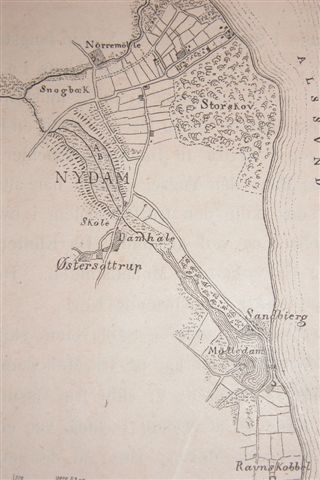
Karte

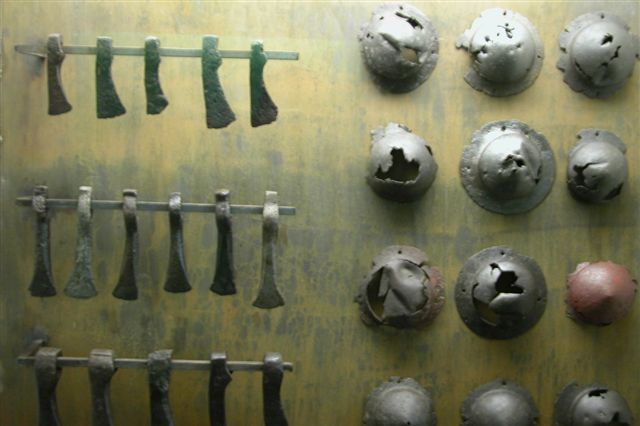
Weitere Funde aus Nydam, Schloss Gottorf

In der Zeit von 1859 bis 1863 unternahm der dänische Archäologe Conrad Engelhardt umfangreiche Ausgrabungen im Nydam-Moor, etwa 8 km vor der Stadt Sønderborg. Kurz vor Ausbruch des Deutsch-Dänischen Kriegs gelang Engelhard der Fund des Nydam-Schiffs, das er noch im selben Jahre rekonstruierte und in der sogenannten Flensburger Sammlung (Flensborgsamlingen) zeigte.

## Geschichte des Nydamboots
Was das Nydamboot im Verhältnis zu anderen Funden besonders interessant erscheinen lässt, ist unter anderem auch seine bedeutende Rolle, die es in den nationalen Auseinandersetzungen zwischen Preußen und Dänemark wie dem Deutsch-Dänischen Krieg sowie dem Ersten und Zweiten Weltkrieg gespielt hat. Nach dem Deutsch-Dänischen Krieg ging das Boot 1864 neben weiteren Funden aus dem Nydam-Moor aus Engelhards Flensburger Sammlung in preußischen Besitz über. 1877 wurde das Nydam-Schiff als Teil der damaligen Flensburger Sammlung an das Museum für vaterländische Alterthümer nach Kiel überführt und dort im Dachboden des Gebäudes ausgestellt. Nach der Volksabstimmung zur Neuordnung der deutsch-dänischen Grenze 1920 gehörte der Fundort zu Dänemark, das Boot nebst weiteren Funden befand sich jedoch in Deutschland.
Im Zweiten Weltkrieg wurde das Nydamboot aus Kiel entfernt und in einer Schute im Möllner See ausgelagert, wo es den Krieg unbeschädigt überstand. Im Jahr 1946 wurde es über den Nord-Ostsee-Kanal, die Ostsee und die Schlei in das Archäologische Landesmuseum Schleswig-Holstein nach Schloss Gottorf gebracht, wo es seitdem trotz dänischer Herausgabeforderungen nach beiden Weltkriegen in der eigens eingerichteten Nydam-Halle ausgestellt wird. Im Mai 2003 wurde das Nydamboot bis zum März 2004 als Leihgabe an das Dänische Nationalmuseum nach Kopenhagen gegeben und dort in einer eigens errichteten aufwändigen Halle ausgestellt. In dieser Zeit wurde eine Rekonstruktion des Hjortspringboots in der Halle ausgestellt.

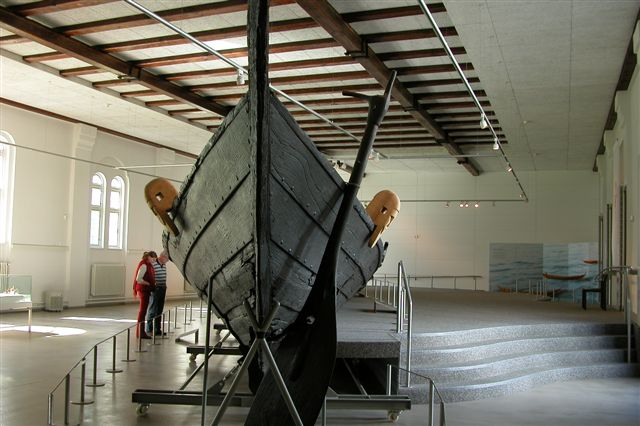
Nydamboot, Schloss Gottorf
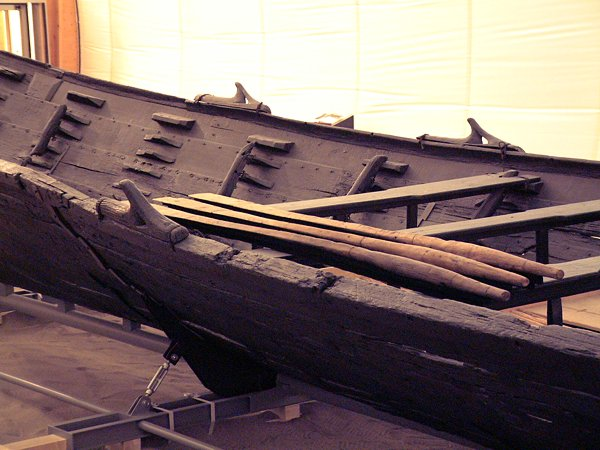
Schiffsmitte des Nydamboots
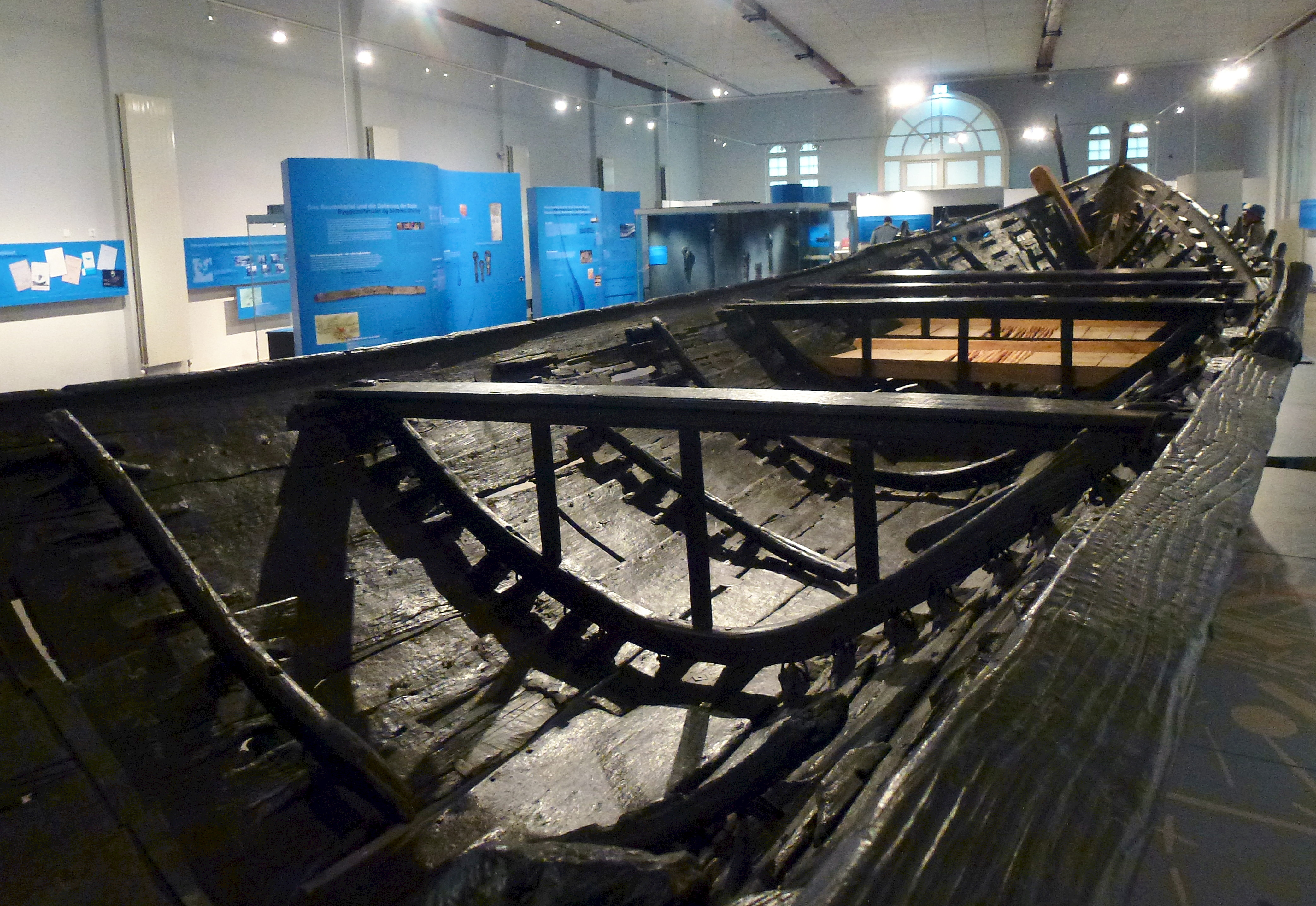
Innenseite, Blick zum Bug
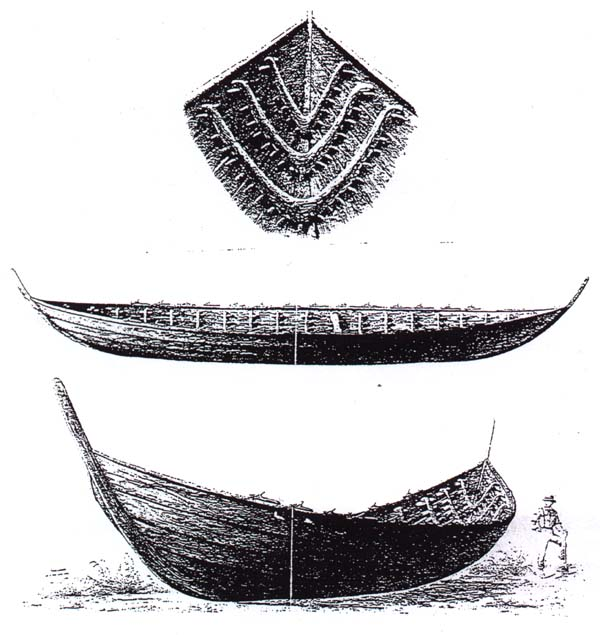
Nydamboot nach Engelhardt
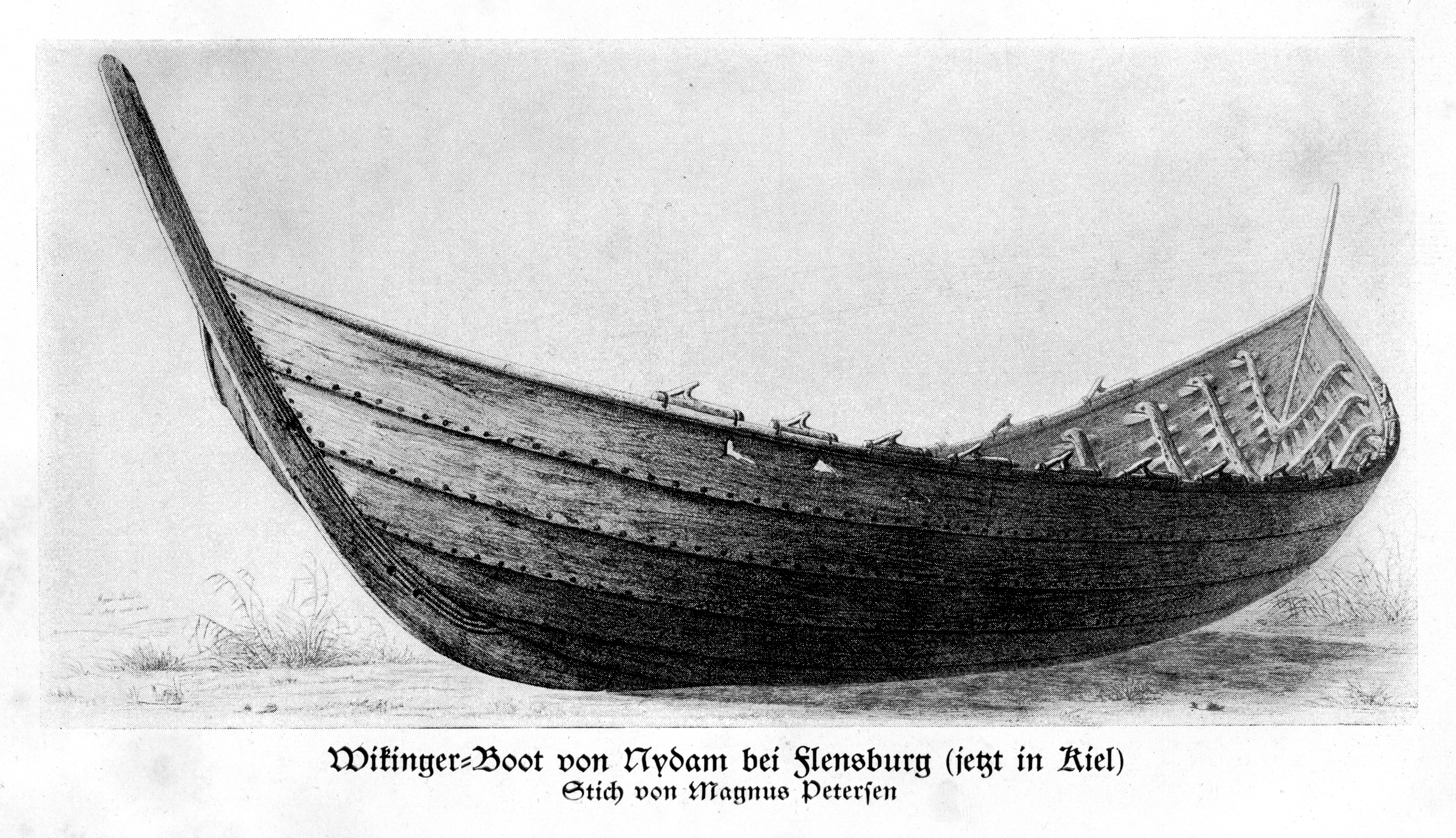
Nydamboot nach Julius Magnus Petersen